# João Bernardo Vieira (1977)
 (avril 2015).
João Bernardo Vieira II, né à Bissau le 17 août 1977, occupe les fonctions de secrétaire d'État aux Transports et Communications de la Guinée-Bissau.

## Biographie
João Bernardo Vieira II est né à Bissau le 17 août 1977. Il occupe les fonctions de secrétaire d'État aux Transports et Communications de la Guinée-Bissau. 
Porte-parole du Parti africain pour l'indépendance de la Guinée et du Cap-Vert (PAIGC) en Guinée-Bissau, João Bernardo Vieira II est le neveu de João Bernardo Vieira ancien président de la Guinée-Bissau de 1980 à 1998 et de 2005 à 2009, assassiné le 2 mars 2009. 

## Parcours
João Bernardo Vieira II est diplômé en droit à l'Universidade Lusídas Lisboa au Portugal et titulaire d'une maîtrise en développement international durable à l'Université Brandeis aux États-Unis. 
En 2004, Vieira commence sa carrière dans la fonction publique au sein du ministère du commerce. À ce titre, il représente la Guinée-Bissau dans les négociations commerciales multilatérales de l'Organisation mondiale du commerce. 
Il a bénéficié de plusieurs formations à Genève offerts aux pays les moins avancés. En 2011, après un concours national, il est sélectionné pour servir en tant que membre du conseil d'autorité réglementaire nationale, un organisme chargé de réglementer le secteur des télécommunications et le secteur de l'internet où il sert pendant trois années.
Après la victoire de son parti lors des élections en 2014, il devient, à 37 ans, le plus jeune membre du gouvernement comme secrétaire d'État aux Transports et des Communications.